# مسجد الشيخ بسطامي
يقع مسجد الشيخ بسطامي في محافظة سمنان، بسطام، وسط المدينة.